# شیدا (فیلم)
شیدا یک فیلم عاشقانه به کارگردانی کمال تبریزی و نویسندگی رضا مقصودی محصول سال ۱۳۷۷ است.

## خلاصه داستان
شیدا فاطمی (لیلا حاتمی) و مادرش (زهرا سعیدی) به یک مراسم عروسی می‌روند. شیدا در حال بهت و ناباوری است. در محل برگزاری مراسم، شیدا با شنیدن نام داماد (فرهاد) بی‌اختیار خود را روی صندلی رها می‌کند. دوربین طی چند فلش بک به گذشته ماجرا را روایت می‌کند:
فرهاد هرندی (با بازی پارسا پیروزفر)، پسر منحصر به فرد خانواده‌ای مرفه، در سالهای پایانی جنگ ایران و عراق مشمول سربازی شده است. پدرش (بهزاد فراهانی) با تلاش فراوان او را به پادگانی امن و حاشیه‌ای منتقل می‌کند تا از خط مقدم دور بماند. اما فرهاد پس از پایان دوره آموزشی، بدون اطلاع خانواده، داوطلب پست پیامرسانی می‌شود که مستلزم رفت‌وآمدهای فراوان به خط مقدم است. او در یکی از این رفت‌وآمدها از ناحیه دست، چشم و سینه مجروح می‌شود و در بیمارستانی جنگی بستری می‌شود.
در بیمارستان، پرستاری به نام شیدا فاطمی به سفارش مجروحی به نام رضا امانی (محمدرضا شریفی‌نیا) برای تسکین درد شدید فرهاد، برایش قرآن می‌خواند. قرائت شیدا ساده و بدون رعایت اصول ترتیل است با این حال درد فرهاد را تسکین می‌دهد. فرهاد که چشم‌هایش به دلیل جراحت بسته‌اند، به مرور به شیدا دل می‌بازد و برای بازشدن پانسمان چشم‌هایش و دیدن او لحظه‌شماری می‌کند. فرهاد عشقش را از طریق یادداشتی در صفحهٔ اول قرآنش به شیدا اعتراف می‌کند و از او می‌خواهد که اگر احساس مشابهی دارد، قرآن را به یادگار بردارد.

## بازیگران
| نام بازیگر        | نقش         | توضیحات                                 |
| ----------------- | ----------- | --------------------------------------- |
| لیلا حاتمی        | شیدا فاطمی  | نقش اصلی، پرستار، معشوقه فرهاد          |
| پارسا پیروزفر     | فرهاد هرندی | نقش اصلی، سرباز و رزمنده جنگ، عاشق شیدا |
| بهزاد فراهانی     | آقای هرندی  | پدر فرهاد                               |
| محمدرضا شریفی‌نیا  | امانی       | همرزم فرهاد                             |
| نادیا دلدار گلچین | خانم هرندی  | مادر فرهاد                              |
| کمند امیرسلیمانی  | سیما فاضلی  | دختری که می‌خواهد با فرهاد ازدواج کند    |
| زهرا سعیدی        | خانم رضوانی | خیاط، مادر شیدا                         |
| جمشید اسماعیل‌خانی | آقای فاضلی  | پدر سیما                                |
| گوهر خیراندیش     | خانم فاضلی  | مادر سیما                               |
| آرش تاج           |             |                                         |
| اکرم محمدی        |             |                                         |
| حسین راضی         |             |                                         |
| هدایت‌الله نوید    |             |                                         |